# Ozzero
Ozzero ist eine Gemeinde mit 1418 Einwohnern (Stand 31. Dezember 2023) in der Metropolitanstadt Mailand, Region Lombardei.
Die beiden Nachbarorte von Ozzero sind Abbiategrasso und Morimondo.

## Demografie
Ozzero zählt 531 Privathaushalte. Zwischen 1991 und 2001 stieg die Einwohnerzahl von 1294 auf 1347. Dies entspricht einem prozentualen Zuwachs von 4,1 %.